# Carlos Constantino de Vienne
Carlos Constantino (fallecido en 962) fue conde de Vienne de 926 a 962. Su padre, Luis III el Ciego, fue rey de Provenza y emperador del Sacro Imperio Romano Germánico.

## Biografía
Cuando Luis III el Ciego, el padre de Carlos, murió en 929, Hugo de Arlés, que ya era rey de Italia, se apoderó de Provenza y se la entregó, en 933, al rey Rodolfo II de Borgoña. Carlos-Constantino, por alguna razón, no heredó el trono imperial ni Provenza. Esto ha llevado a muchos a creer que, de hecho, era ilegítimo. Raúl de Francia le concedió el Condado de Vienne en 931.
Estaba casado con Teutberga de Troyes. Tuvieron dos hijos y una hija:
- Ricardo[4]
- Huberto[4]
- Constanza de Vienne, casada con Bosón II, conde de Arlés.

## Nombre y ascendencia
Este conde aparece simplemente como "Carolus" (Carlos) en sus propios estatutos. Flodoardo, que escribió sus anales durante la vida del conde, lo llamó Karolo Constantino Ludovici orbi filii (Carlos Constantino, hijo de Luis el Ciego), y este sobrenombre agregado también aparece en los escritos del historiador del siglo X Richer, quien usó Flodoardo como fuente. Las implicaciones de este sobrenombre, Constantino, han sido objeto de debate. Poole lo consideró un nombre toponímico ideado por Flodoardo, en referencia a Arlés (a veces llamado Constantina urbs), pero Previté-Orton ve en él una referencia a su ascendencia. Una carta superviviente del patriarca Nicolás I el Místico testifica que el emperador León VI el Sabio de Bizancio, padre de Constantino VII, había prometido a su hija con un príncipe franco, primo de Berta (de Toscana), a quien más tarde llegó un gran desgracia. Ese desafortunado príncipe sólo podía ser Luis III, cuya madre Ermengarda de Italia era prima hermana de Berta, y que quedó ciega el 21 de julio de 905, mientras que la futura esposa habría sido la única hija superviviente del emperador León en ese momento, Ana de Constantinopla, nacida de su segunda esposa Zoe Zautzina. Por lo tanto, a Carlos Constantino se le habrían dado nombres que reflejaban su herencia imperial paterna y materna. Sin embargo, todavía se cuestiona si el matrimonio planeado alguna vez tuvo lugar, y existen dificultades cronológicas (no insuperables en la opinión de Previté-Orton) para convertir a Ana en la madre de Carlos Constantino. Richer sugirió que la ascendencia de Carlos Constantino estaba contaminada por la ilegitimidad hasta cinco generaciones, aunque el significado de esto está en disputa. La mayoría de los estudiosos aceptan que Carlos Constantino era hijo de Ana.